# Soe Min Hteik-Tin
Soe Min Hteik-Tin (tiếng Miến Điện: စိုးမင်းထိပ်တင်, phát âm [só mɪ́ɴ tʰeiʔ tɪ̀ɴ]), là hoàng hậu chính thất của nhà Toungoo từ 1510 cho đến 1530. Bà là con gái của Phó vương Min Sithu. Năm 1485, người em họ của bà Mingyi Nyo ám sát cha bà khi ông không đồng ý gả bà cho Nyo. Bà trở thành chính cung hoàng hậu năm 1510 khi Nyo tuyên bố Toungoo độc lập từ nhà Ava (Inwa). Ngày 11 tháng 4, 1511, tại lễ đăng quang, bà nhận hiệu Thiri Atula Maha Nanda Dewi.
Bà có với Nyo một công chúa, sau lấy Shwe Myat,con trai của một quý tộc Taungdwin.

## Thư tịch học
- Royal Historical Commission of Burma (1832). Hmannan Yazawin (bằng tiếng Miến Điện). Quyển 1–3 (ấn bản thứ 2003). Yangon: Ministry of Information, Myanmar.
- Sein Lwin Lay, Kahtika U (1968). Mintaya Shwe Hti and Bayinnaung: Ketumadi Taungoo Yazawin (bằng tiếng Miến Điện) (ấn bản thứ 2). Yangon: Yan Aung Sarpay.